# 彭真故居
彭真故居，位于山西省临汾市侯马市侯马乡垤上村，是中华人民共和国山西省文物保护单位之一。

## 历史
2004年6月10日，授予山西省文物保护单位，是中国共产党领导人彭真的故居。